# Winterborne Houghton
Winterborne Houghton – wieś w Anglii, w hrabstwie Dorset. Leży 20 km na północny wschód od miasta Dorchester i 166 km na południowy zachód od Londynu.